# Raúl Prado Cavada
Raúl Prado Cavada (Santiago, 28 de agosto de 1934-Santiago, 24 de mayo de 1983) fue un destacado periodista y relator deportivo chileno de radio y televisión.
Fue el creador, director general y primer relator del programa Deporte Total en Radio Minería, espacio que contó con los reconocidos comentaristas Sergio Livingstone y Julio Martínez y que se convirtió en referencia para los aficionados al deporte en el país.
Reconocido por su estilo apasionado y su capacidad de transmitir las emociones de los partidos, es recordado por sus relatos en hitos significativos del fútbol chileno como el del encuentro entre Chile y Yugoslavia (1-0) en el Mundial de 1962 que le otorgó el tercer lugar a la selección local; o el partido entre Botafogo y Colo-Colo (1-2) en 1973 por Copa Libertadores en el Estadio Maracaná, lo que significó el primer triunfo de un equipo chileno en Brasil. También se recuerda su relato en el popular penal errado por Carlos Caszely en el mundial de 1982.
En su honor Colo-Colo entrega desde 1984 el "Premio Raúl Prado Cavada" para destacar a la persona que haya sido un aporte desde distintas áreas al ámbito deportivo colocolino o nacional.

## Trayectoria
Su desarrollo profesional estuvo ligado a varios medios. Se inició en 1954 cuando ganó un concurso para la Radio Chacabuco de Quillota. Decidió dejar sus estudios en leyes para dedicarse al mundo de la radiofonía.
En 1958 estuvo en Radio Valparaíso, antigua radio local de la ciudad, para pasar en 1959 a Radio Agricultura. También en 1959 llegó a formar parte del programa Cabalgata Deportiva Gillette, en Radio Corporación, junto a Hernán Solís y Luis Gasc.
En 1962 en Radio Agricultura junto a Julio Martínez fueron los célebres relatores del mundial de fútbol del año 1962 en Chile, donde tuvo la tarea de relatar el histórico partido por el tercer lugar entre Chile y Yugoslavia que acabó con triunfo de los locales gracias al agónico gol de Eladio Rojas en el minuto 90.
En 1965 se incorpora al espacio Tribuna Deportiva de Radio Corporación al lado de Julio Martínez y Sergio Livingstone, con quienes trasladan el programa para continuarlo en Radio Cooperativa ante el cierre de Corporación luego del Golpe de Estado de 1973.
En la década de 1970 incursionó en la televisión como comentarista de Canal 13. Cubrió con gran éxito el Mundial de Argentina 1978 y a pesar de ser diagnosticado con un cáncer que lo mantuvo delicado de salud, decidió formar parte del equipo del canal para el Mundial de España 1982.
En 1978 forma el programa Deporte Total en Radio Minería, llevando a sus ya frecuentes compañeros Livingstone y Martínez. En este programa radial no solo sería relator deportivo, sino que cumplió la función de director general. El amplio equipo también contaba con reconocidos periodistas de la época como Abraham Dueñas, Eduardo Tastest, Juan Cugniet, Manuel Riveros, Juan Carlos Villalta, Eduardo Butto, William Rebolledo y Alfonso Palacios.
Falleció el 24 de mayo de 1983 a causa de una embolia pulmonar arrastrada por su delicado estado de salud debido al cáncer diagnosticado años antes.

## Reconocimientos
- Reconocimiento a la destacada labor periodística a Deporte Total, otorgado por el Club Deportivo Universidad Católica en 1980.
- Premio Amador Yarur entregado por el Club Deportivo Palestino en 1982.[7]
- Premio Alberto Buccicardi al Mejor Periodista 1982, galardón concedido por la Asociación Central de Fútbol y la Mutual de Árbitros Profesionales.
- "Cancha Raúl Prado Cavada". Nombre dado en homenaje a un año de su muerte al terreno del Club Estudiantes de Quilpué, club del cual fue uno de sus socios fundadores.[8]

## Premio Raúl Prado Cavada
El Club Social y Deportivo Colo-Colo otorga un reconocimiento que lleva su nombre en homenaje a quien haya sido un aporte desde distintas áreas al ámbito deportivo a nivel colocolino o nacional. El galardón se ha entregado cada año casi de manera ininterrumpida desde su primera versión en el año 1984, y han sido merecedores destacados periodistas, relatores y escritores, entre ellos Julio Martínez Prádanos, Sergio Livingstone, Pedro Carcuro, Edgardo Marín o Vladimiro Mimica entre otros.